# Megamix – 33 zlatna hita
Megamix – 33 zlatna hita je kompilacijski album hrvatskog pjevača Dražena Zečića.
Izdan je 2003. kod izdavača Hit Records.

## Popis pjesama
1. "Mix 1" - 16:30
2. "Mix 2" - 08:50
3. "Mix 3" - 12:49
4. "Mix 4" - 10:45